# 播磨かな
播磨 かな（はりま かな、2002年2月13日 - ）は、日本のタレント、アイドル、俳優。スターダストプロモーション所属、LumiUnion（旧 浪江女子発組合）のメンバー。
ヤンヤンガールズ14期生。3B junior、はちみつロケット、Awww!の元メンバー。旧芸名は播磨怜奈。

## 略歴

### 2013年
- 12月1日 - 品川ステラボールで行われた「スターダスト芸能3部～3B Junior オーディション2013 1期生募集！～」（全員面接第一審査）[3]に合格[4][5]。

### 2014年
- 3月15日・16日 - ももいろクローバーZ「ももクロ春の一大事 2014 国立競技場大会 ～NEVER ENDING ADVENTURE 夢の向こうへ～」（場所：新宿区・国立競技場）に他の3B juniorメンバーとともに、バックダンサーとして出演。ステージデビューとなる[6]。
- 7月26日・27日 - 『ももクロ夏のバカ騒ぎ2014 日産スタジアム大会〜桃神祭〜』（場所：日産スタジアム）に、他の3B juniorメンバーとともに、バックダンサーとして出演。
- 11月10日 - 3B juniorとしてのブログ開始[7]。
- 11月24日 - ももいろクローバーZのライブである「女祭り2014 〜Ristorante da MCZ」のライブビューイング「女祭り2014 メンズ限定非公式のぞき見大会『サンクチュアリ』」で、はちみつロケットのメンバーとして初登場。

### 2015年
- 1月8日 - スターダストプロモーション芸能3部による、『ふじいとヨメの7日間戦争』にて、3B junior初となる単独公演『俺の3B junior in 日本青年館（スタート）』に出演。
- 1月25日 - 3B junior初の冠番組「3B junior の星くず商事」（BS朝日）にレギュラーとして出演開始。
- 4月25日 - 3B junior第1回定例公演で定例公演に初出演。
- 7月26日 - ももいろクローバーZ桃神祭2015事前物販（場所：千葉市・幕張メッセ）特設ステージに、3B juniorとして出演。
- 7月31日・8月1日 - ももいろクローバーZ 「ももいろクローバーZ桃神祭2015」（場所：静岡県袋井市・エコパスタジアム）の AGOフェス（特設ステージ）に、3B juniorとして出演。
- 8月4日 - 「GIRLS' FACTORY 15 Day2」（場所：渋谷区・国立代々木競技場第一体育館）に、3B junior・はちみつロケットとして出演。（フジテレビNEXTにて放送される。）
- 8月14日 - 3B junior初の単独ホールコンサート『3B junior 浅草大歌謡ショー』に出演。
- 11月14日 - 3B junior第12回定例公演「季節外れのハロウィンパーティー」にて、モンスターズ・インクのサリーの仮装で登場[8]。
- 12月27日 - 3B junior初のクリスマスコンサートである「3B junior季節はずれのX'mas party『のんびりサンタさんがやってきた』」に出演。

### 2016年
- 1月8日・9日 - スターダストプロモーション芸能3部「俺の藤井 2016 in さいたまスーパーアリーナ〜Tynamite!!〜」(場所:さいたま市・さいたまスーパーアリーナ)に、3B juniorとして出演。
- 3月20日 - 3B junior第14回定例公演2部（場所：代々木・山野ホール）にて、鈴木萌花・奥澤レイナ・小島はなと共に合同誕生会が行われる。ソロ曲はきゃりーぱみゅぱみゅの「にんじゃりばんばん」[9]。
- 4月1日 - はちみつロケット50番勝負のVol.2「IHI」（場所：ららぽーと豊洲）にて、ショートカットのカツラを被って登場。後にエイプリルフールの嘘であることが明かされた[10][注 1]。
- 9月19日 - 「AYAKA-NATION 2016 in 横浜アリーナ」にて佐々木彩夏のバックダンサーとして3B junior選抜出演。
- 9月24日・25日 - 「@JAM×ナタリー EXPO2016」（場所：千葉市・幕張メッセ）に、3B junior・はちみつロケットとして出演。
- 10月30日 - 3B junior第20回定例公演2部（場所：神奈川県・神奈川県民ホール 小ホール）の「ハロウィンパーティー」では、ベイスターズファンの仮装で登場[11]。

### 2017年
- 1月7日・8日 - スターダストプロモーション芸能3部「俺のネクストガール2017〜もちろん藤井〜」（場所:港区・Club eX）に、はちみつロケットとして出演。
- 2月26日 - 3B junior第23回定例公演1部（場所：よみうりランド・日テレらんらんホール）にて、鈴木萌花・奥澤レイナ・小島はなと共に合同誕生会が行われる。ソロ曲は前川陽子の「キューティーハニー」[12]。
- 4月8日・9日 -「ももクロ 春の一大事2017 in 富士見市～笑顔のチカラ つなげるオモイ～」の「てまきパーク」てまきステージFIF2017（場所：富士見市・富士見市立東中学校 校庭）に、3B junior・はちみつロケットとして出演。
- 7月9日 - 「アイドル横丁夏まつり!!〜2017〜」（場所：横浜市・横浜赤レンガパーク）DAY2に、3B junior・はちみつロケットとして出演。
- 7月14日 - 「GIRL'SFACTORY NEXT」（場所：江東区・Zepp Tokyo）DAY1（フジテレビNEXT）に、3B junior・はちみつロケットとして出演。
- 7月22日 - 「SEKIGAHARA IDOL WARS 2017〜関ケ原唄姫合戦〜」（場所：岐阜県不破郡関ケ原町・桃配運動公園）DAY1に、3B juniorとして出演。
- 8月4日 - 「TOKYO IDOL FESTIVAL 2017」（場所：お台場・青海周辺エリア）に、3B juniorとして出演。
- 8月5日 - ももいろクローバーZ「ももクロ夏のバカ騒ぎ2017」（場所：調布市・味の素スタジアム）のヤジスタで開催された「しがこうげんアイドルフェスティバル（SIF)」「第1回アイドルヤングライオン杯」にはちみつロケットとして出演。
- 8月6日 - ももいろクローバーZ「ももクロ夏のバカ騒ぎ2017」（場所：調布市・味の素スタジアム）のヤジスタで開催された「しがこうげんアイドルフェスティバル（SIF)」のオープニングアクトに、3B juniorとして出演。
- 8月15日 - 「3B junior 原色図鑑 2017 AUGUST」において、奥澤レイナと共にW表紙を飾る。
- 10月9日 - 「3B junior スタンプカード感謝祭『わたしの十八番(おはこ)んさーと！大カラオケ大会』」（場所：東京都・ポニーキャニオン本社）では、第2部で佐々木彩夏の「だってあーりんなんだもーん☆」を披露。
- 12月31日 -「ゆく桃くる桃　第1回ももいろ歌合戦」（場所：神奈川県・パシフィコ横浜(国立大ホール) OA「Co. à la FACTORY」にてはちみつロケットとして出演。

### 2018年
- 2月4日 - 3B junior「やるっきゃないっショー」<2部＞「黄色水色歌合戦〜はちロケ(今度こそ)最後の大試練~」にて3Bjuniorより無期限武者修行へ。
- 2月12日 - はちみつロケットのリリースイベント（場所：大宮アルシェ）の1部「はり祭り」にて、誕生会が行われる[13]。
  - ファンによるサプライズとして、播磨の顔写真のついたパックンチョが会場に配られる[14]。
- 3月7日 - はちみつロケットがポニーキャニオンからメジャーデビュー。
  - オリコンデイリー CDシングルランキング（3月6日付）では、1stシングル「はちみつロケット ～黄金の七人～」が6位、2ndシングル「おかしなわたしとはちみつのきみ」が13位を獲得。
  - オリコン週間 CDシングルランキング（3月19日付）では、1stシングル「はちみつロケット ～黄金の七人～」が9位、2ndシングル「おかしなわたしとはちみつのきみ」が20位を獲得[15]。
- 4月26日 - はちみつロケットAKIBAカルチャーズ劇場にて、冒頭の茶番は、AKBグループのパロディとなっており「はちロケ総選挙」にて播磨が5千万5票を獲得しセンターとなる[16]。

### 2019年
- 2月11日 - 4thシングル「忠犬ハチ公」リリイベ（池袋マルイ7Fイベントスペース）にて播磨生誕祭が開催[17][18]。
- 2月14日 - 下北FMにて「DJ Tomoaki's Radio Show! 」へ播磨怜奈・森青葉・公野舞華にて出演[19]。

### 2020年
- 1月19日 - スタプラアイドルフェスティバル[20]にはちみつロケットとして出演。
- 3月19日 - はちみつロケットが翌月26日に、日テレらんらんホールの単独ライブで解散することを発表。
- 4月26日 - 新型コロナウイルスの蔓延により、日テレらんらんホールでの開催が困難となったことにより、ネット配信によるはちみつロケットのラストライブ。
- 6月20日 - 新グループ Awww! での活動開始とともに播磨怜奈（れいな）から播磨かなに改名されたことが発表された。
- 12月6日 - よみうりランド日テレらんらんホール（東京）にて、延期されていたはちみつロケット解散ライブを開催（播磨怜奈 名義）[21][22]。

### 2021年
- 2月13日 - 横浜ベイホールにて「播磨かな生誕祭」を開催。
- 7月18日 - 浪江女子発組合に新メンバーとして加入。
- 10月31日 - Awww!のメンバーとしての活動を終了。
- 11月27日 - CROWN POPの対バンイベント「CROWN POP Seasons〜1on1〜」に出演[23]。
- 12月16日 - Twitter個人アカウント[24]を開設。
- 12月18日 - 山野ホールにて「ALTERNATIVE MUSIC EXPRESS vol.3」1部に出演[25]。
- 12月28日 - ミクサライブ東京Hall Mixaにて「アイドル歌会@2021詠い納め」に出演。
- 12月31日 - 日本武道館にて「第5回 ももいろ歌合戦」に出演。浪江女子発組合としてのパフォーマンスと最強アイドルメドレー2021に出演。

### 2022年
- 4月10日 - 「第3回なみえ水素まつり水素シンポジウム」に登壇。
- 4月23日深夜 - MBSラジオ「オレたちゴチャ・まぜっ!〜集まれヤンヤン〜」にヤンヤンガールズ14期生として出演開始。
- 4月24日 - 「ももクロ春の一大事2022 〜笑顔のチカラ つなげるオモイ in 楢葉・広野・浪江 三町合同大会〜」DAY2ニコ生配信に出演、開演前の会場を練り歩きリポート[26]。
- 5月4日 - 8日 - 演劇ユニット【メイホリック】 メイホリックシアター08 朗読劇『呪い喰らいの魔女』にエルナ 役として出演。
- 5月25日 - 29日 - 舞台「戦国送球〜バトルガールズ」に佐伯ゆうか 役として出演。
- 6月29日 - 7月3日 - 舞台「ダンスライン」に桜日和 役として出演。
- 7月28日・29日 - 舞台「BACKSTAGE MONKEYS」に秋元ゆい 役として出演。
- 8月9日 - 14日 - 舞台 叶え屋「ソルシレーヴ」〜メリーバッドエンド〜にティアナ 役として出演。
- 11月1日 - 6日 - 舞台「名前をつけて保存〜データフォルダ〜」にヒラノアカリ 役として出演。
- 11月30日 - 12月4日 - カラスカ公演 「マジの宅急便」に大芝星来 役として出演。
- 12月26日 - 29日 - 朗読劇「昭和の恋人たち」に出演。

### 2023年
- 1月25日 - 29日 - TOMOIKEプロデュース 第9回公演 「みんな幸せ」に篠塚円 役として出演。
- 3月1日 - 11日 - Radiotalk総選挙に参加。
- 3月18日 - 播磨かな生誕祭「#はりま21」を開催。
- 4月、テレ朝動画logirl「川上アキラのひとりふんどしGirl」に第3週メインMCとして出演開始
- 8月30日-9月3日 - 舞台「マジでトキメけ⭐︎少女たち!! 〜全国高校生エネルギッシュ選手権大会〜」再演に機関銃子 役として出演。
- 12月8日-12月17日 - 舞台 イノセントギアカンパニー「わが闇」にミドリ 役として出演。

### 2024年
- 1月31日-2月4日 - 咲女花劇「散る君、うららと舞い上がり、」に出演。

## 人物
- ニックネームは、はりまろん、はりちゃん。
- 小学6年生のときに目立ちたくて応援団長をやったことがある[27]。
- MC中、他の人が「～ください」と言った後に、大声で「さい！」と続けるネタを持っている[27]。
- 2016年「俺の藤井 2016 in さいたまスーパーアリーナ ～Tynamite!!～」、2日目の最後の挨拶のときに、インパクトのある髪型で登場し、ももいろクローバーZの百田夏菜子からいじられる[28]。
- 趣味は散歩、テレビ鑑賞、節約、長風呂、野球観戦、茶道[1]。
- 特技はイラスト、クラシックバレエ、電波が悪い人のモノマネ[1]。バレエは4才から11才まで習っていた[7]。
- プロ野球の横浜DeNAベイスターズのファン。三浦大輔投手のファンで、2016年9月29日に横浜スタジアムで行われた引退試合は、現地で観戦[29]。
- 2月13日生まれで、母親と誕生日が同じである[7]。
- アイドルへの憧れはNHK連続テレビ小説「あまちゃん」がきっかけ[30]。
- 3B junior時代のブログのタイトルは『ハリマロン 日記☆』[7][注 2]。
- ももクロの中では、あーりん推し[31]。
- はちみつロケット時代のプロフィールにあった「1人PVごっこ」について「きっかけは、はちみつロケットがメジャーデビューする時なんですけど。MVを撮るってなって。やっぱり最初のMVだから可愛く映りたくて。“自分の映り方を研究してください”って言われて、“えぇ、どうしよう”って思って。そしたら、ふと電車のドアの窓に映る自分がいて、曲を口ずさんでみたら“絵になるんじゃない？”って思って（笑）。」と答えた[32]。
- 「播磨かな」への改名について「今までの自分からなかなか抜け出せないと感じたので、自立の意味も込めて改名しました。」という[33]。
- 「新しい姿を見せられたかな？播磨かな？」のように名前の「かな」で韻を踏んだギャグを披露することがある[33]。
- 2021年1月16日、YouTubeで公開されたスタプラアイドルフェス・ラジオで、はちみつロケットの播磨怜奈とAwww!の播磨かなは別人格で、2020年12月6日のはちみつロケット解散ライブは播磨怜奈の名で出演していた事が語られた[34]。
- 2021年7月、浪江女子発組合に加入[35]。

## ソロコンサート
- 播磨かな生誕祭「#はりま21」 [36]（2023年3月18日、東京都・高田馬場BSホール）
  - 第1部 『#はりま21～はりまといっしょ～』（ファンミーティング）
  - 第2部 『#はりま21～HARIMusic～』（ライブ）

## 出演

### テレビ番組
- 3B junior の星くず商事（BS朝日）
- ももクロChan（テレビ朝日）
  - 第1回 「あーりんだらけのものまねグランプリ」（2018年2月21日・28日放送分） - 公野舞華と共に出演。
- 別冊ももクロChan（テレビ朝日）
  - あーりんものまねＧＰ収録現場からお届け！（2018年3月21日放送分） - 公野舞華と共に出演。
- 清塚信也のガチンコ3B junior（フジテレビNEXT） 
  - 『#6』（2016年9月8日放送） - 渡辺美里の「My Revolution」を披露。
  - 『#14』（2017年5月25日放送） - 葛城ユキの「ボヘミアン」を披露。
- コアラモード.小幡康裕のガチンコスターダストプラネット（2022年1月27日他、フジテレビNEXT）
- しおこうじ玉井詩織×坂崎幸之助のお台場フォーク村NEXT（2021年11月11日・2022年7月5日、フジテレビNEXT）
- トレンド☆サプリ（2022年9月3日、札幌テレビ）
- ワシんとこ・ポスト（2022年9月7日、BSよしもと）

### ラジオ番組
- 「キラメキミュージックスター『キラスタ』」（2018年3月12日公開生放送、FM NACK5）- 森青葉と共に出演[37]
- ニッポン放送 ホリデースペシャル「太田胃散プレゼンツ スタプラアイドルラジオ」（2020年7月23日、ニッポン放送）[38]
- 「中山秀征のクイズイマジネーター」（2021年7月15日・10月28日、NHKラジオ第1）- 紅組キャプテン[39]
- 「DJ Tomoaki's Radio Show!」（2021年12月9日、下北FM）[40]
- 「B.O.L.Tの1万ボルト〜目指せ！生特番中に1万ボルト〜」（2022年2月26日、InterFM897）[41]
- オレたちゴチャ・まぜっ!〜集まれヤンヤン〜（2022年4月23日 - 2023年4月16日、MBSラジオ）- ヤンヤンガールズ14期生
- 「クリエイターズ・スタジオ with ボカコレ」（2022年5月12日、JFNラジオ）

### 舞台
- 演劇ユニット【メイホリック】 朗読劇「呪い喰らいの魔女」（2022年5月4日 - 8日、アトリエファンファーレ高円寺） - エルナ 役[42]
- 爆走おとな小学生「戦国送球〜バトルガールズ」（2022年5月25日 - 29日、新宿・スペース・ゼロ） - 佐伯ゆうか 役[43]
- アリスインプロジェクト「ダンスライン[44]」（2022年6月29日 - 7月3日、新宿村LIVE） - 桜日和 役[45]
- PANIC MONKEY「BACKSTAGE MONKEYS」（2022年7月28日 - 29日、座・高円寺2） - 秋元ゆい 役
- 演劇ユニット【メイホリック】朗読劇『叶え屋「ソルシレーヴ」～メリーバッドエンド～』再演（2022年8月10日 - 14日、池袋・シアターグリーンBOX in BOX THEATER） - ティアナ 役[46]
- 東京舞台製作「名前をつけて保存〜データフォルダ〜[47]」B-team（2022年11月2日 - 6日、アトリエファンファーレ東池袋） - ヒラノアカリ 役
- カラスカ「マジの宅急便」（2022年11月30日 - 12月4日、恵比寿・シアター・アルファ東京） - 大芝星来 役[48]
- 朗読劇「昭和の恋人たち」（2022年12月26日 - 29日、南青山MANDALA）
- TOMOIKEプロデュース 第9回公演 「みんな幸せ」（2023年1月25日 - 29日、下北沢・小劇場B1） - 篠塚円 役
- 「マジでトキメけ⭐︎少女たち!! 〜全国高校生エネルギッシュ選手権大会〜」再演　(2023年8月30日-9月3日　新宿・シアターサンモール) - 機関銃子役
- イノセントギアカンパニー#01「わが闇」(2023年12月8日～12月17日　上野ストアハウス)　-ミドリ役
- 咲女花劇「散る君、うららと舞い上がり、」（2024年1月31日 - 2月4日、六行会ホール）[49]

### 書籍
- 『3B junior 原色図鑑』（HUSTLE PRESS）
  - 2017 AUGUST 奥澤レイナ＆播磨怜奈
  - 2017 DECEMBER 雨宮かのん＆播磨怜奈
- 『日経エンタテインメント! アイドルSpecial 2018冬』（2018年、日経BP社） ISBN 978-4-8222-5937-2

### インターネットメディア
- 川上アキラの人のふんどしでひとりふんどし♯39（2017年3月17日、3B junior特番配信）、♯102・♯123（テレ朝動画、旧LoGIRL）
- HUSTLE PRESS
  - 『おっかけ！3B junior 播磨怜奈』（2016年9月15日掲載）
  - 『おっかけ！3B junior 播磨怜奈』（2017年4月22日掲載）
  - 『3B junior原色図鑑 zero 播磨怜奈』（2017年7月27日掲載）
  - 『3B junior原色図鑑 zero 播磨怜奈』（2017年11月28日掲載）
- 「生のアイドルが好き」（2018年2月28日、ニコニコ生放送）- 公野舞華・森青葉と共に出演
- 川上アキラのひとりふんどしGirl（2023年4月 - 2024年、テレ朝動画logirl） - 第3週メインMC

### その他
- シンポジウム「第3回なみえ水素まつり水素シンポジウム」（2022年4月10日、福島県浪江町）
- ライブ 「いぎなり東北産 東京行かないツアー プレライブ 〜外堀を埋めろ！〜」（2022年7月10日、北海道・PENNY LANE24） - ゲスト
- イベント「Red Bull 5G 2022 FINALS 公式パブリックビューイング」（2022年9月3日） - MC
- イベント「東北五大やきそばサミットinなみえ-HYDROGEN POWER-」（2022年9月17日・18日、福島県・浪江町役場）
- 神奈川県警察 犯罪被害防止注意喚起ビジュアル（2023年）
- イベント「はりまっくCafe」（2023年7月23日、カフェルビーオン青山）
- イベント 東京やかんランド vol.3「鶯谷のばら」（2023年9月6日、東京キネマ倶楽部） - カトリーヌ・市民・侍女 役
- 配信イベント「ナミエでゼロイチ」（2024年8月1日）[50]
- 第79回宇奈月温泉雪のカーニバル（2025年2月1日、宇奈月温泉） - 特別ゲスト